# Richard Middleton (Lordkanzler)
Richard Middleton (auch Richard de Middleton oder Richard of Middleton; † 7. August 1272) war ein englischer Kleriker und Lordkanzler von England.

## Leben
Er war der zweite Sohn des John de Middleton, Gutsherr von North Middleton bei Wooler in Northumberland. Sowohl er als auch sein älterer Bruder Sir John Middleton hatten um 1226 die beiden Erbtöchter des Walter le Scot of Belsay, geheiratet, wodurch beide de iure uxoris jeweils einen Anteil der feudalen Baronie Belsay in Northumberland und weitere Ländereien erwarben.
Später, wohl nach dem Tod seiner Gattin, schlug er eine klerikale und juristische Karriere ein. 1257 war er Mitarbeiter der Kanzlei König Heinrichs III. und 1262 einer von dessen Justiziaren. Am 29. Juli 1269 wurde er zum Lordkanzler und Lord Keeper of the Great Seal ernannt und hatte beide Ämter bis zu seinem Tod am 7. August 1272 inne.
Am 5. Januar 1270 erhielt er vom Domkapitel der Kathedrale von Durham die Präbende der Pfarrkirche von Hemingbrough im East Riding of Yorkshire. Ab September 1271 hatte er in der Diözese Newcastle auch das Amt des Archidiakons von Northumberland inne, das er aber noch vor seinem Tod wieder aufgab.

## Nachkommen
Aus seiner Ehe hatte er zwei Söhne:
- Sir William Middleton, Gutsherr von Belsay; Vorfahr der Middleton Baronets, of Belsay Castle in the County of Northumberland (Baronetage of England, 1662);
- Gilbert Middleton († um 1290), Gutsherr von Hertelaw in Northumberland, Teilnehmer des Kreuzzug des Prinzen Eduard,[5] ⚭ vor 1279 Juliana de Swynburne;[6] Eltern des Sir Gilbert Middleton († 1318).[7]